# Collegio di East Wiltshire
East Wiltshire è un collegio elettorale inglese situato nel Wiltshire e rappresentato alla camera dei Comuni del parlamento del Regno Unito. Elegge un membro del parlamento con il sistema maggioritario a turno unico; l'attuale parlamentare è Danny Kruger, del Partito Conservatore, che rappresenta il collegio dal 2024.

## Estensione
Il collegio è costituito dai seguenti ward:
- nel borgo di Swindon: Chiseldon and Lawn, Ridgeway e Wroughton and Wichelstowe;
- nel Wiltshire: le divisioni elettorali di Aldbourne and Ramsbury, Amesbury East and Bulford, Amesbury South, Amesbury West, Avon Valley, Durrington, Ludgershall North and Rural, Marlborough East, Marlborough West, Pewsey, Pewsey Vale East, Pewsey Vale West, Tidworth East and Ludgershall South, Tidworth North and West e Till Valley.

## Membri del parlamento
| Elezione | Elezione | Deputato     | Partito      |
| -------- | -------- | ------------ | ------------ |
|          | 2024     | Danny Kruger | Conservatore |

## Elezioni

### Elezioni negli anni 2020
| Partito                    | Partito                                         | Candidato                  | Risultati 4 luglio 2024 | Risultati 4 luglio 2024 |
| Partito                    | Partito                                         | Candidato                  | Voti                    | %                       |
| -------------------------- | ----------------------------------------------- | -------------------------- | ----------------------- | ----------------------- |
|                            | Conservatore                                    | Danny Kruger               | 16 849                  | 35,70                   |
|                            | Laburista                                       | Rob Newman                 | 12 133                  | 25,71                   |
|                            | Lib Dem                                         | David Kinnaird             | 8 204                   | 17,38                   |
|                            | Reform UK                                       | Stephen Talbot             | 7 885                   | 16,71                   |
|                            | Verdi                                           | Emily Herbert              | 1 844                   | 3,91                    |
|                            | True & Fair                                     | Pete Force-Jones           | 278                     | 0,59                    |
|                            |                                                 |                            |                         |                         |
| Iscritti                   | Iscritti                                        | Iscritti                   | 72 409                  | 100,00                  |
| ↳ Votanti (% su iscritti)  | ↳ Votanti (% su iscritti)                       | ↳ Votanti (% su iscritti)  | 47 193                  | 65,18                   |
| ↳ Astenuti (% su iscritti) | ↳ Astenuti (% su iscritti)                      | ↳ Astenuti (% su iscritti) | 25 216                  | 34,82                   |
|                            |                                                 |                            |                         |                         |
|                            | Esito: collegio a Conservatore (nuovo collegio) |                            |                         |                         |